# Le Frêche
Le Frêche település Franciaországban, Landes megyében. Lakosainak száma 388 fő (2022. január 1.). Le Frêche Lannemaignan, Arthez-d’Armagnac, Labastide-d’Armagnac, Lacquy, Saint-Justin és Villeneuve-de-Marsan községekkel határos.

## Népesség
A település népességének változása:
| Lakosok száma | 529  | 438  | 392  | 392  | 382  | 382  | 400  | 410  | 409  | 388  |
|               | 1968 | 1982 | 1990 | 2006 | 2013 | 2015 | 2017 | 2019 | 2020 | 2022 |